# Jagdschloss Promnitz

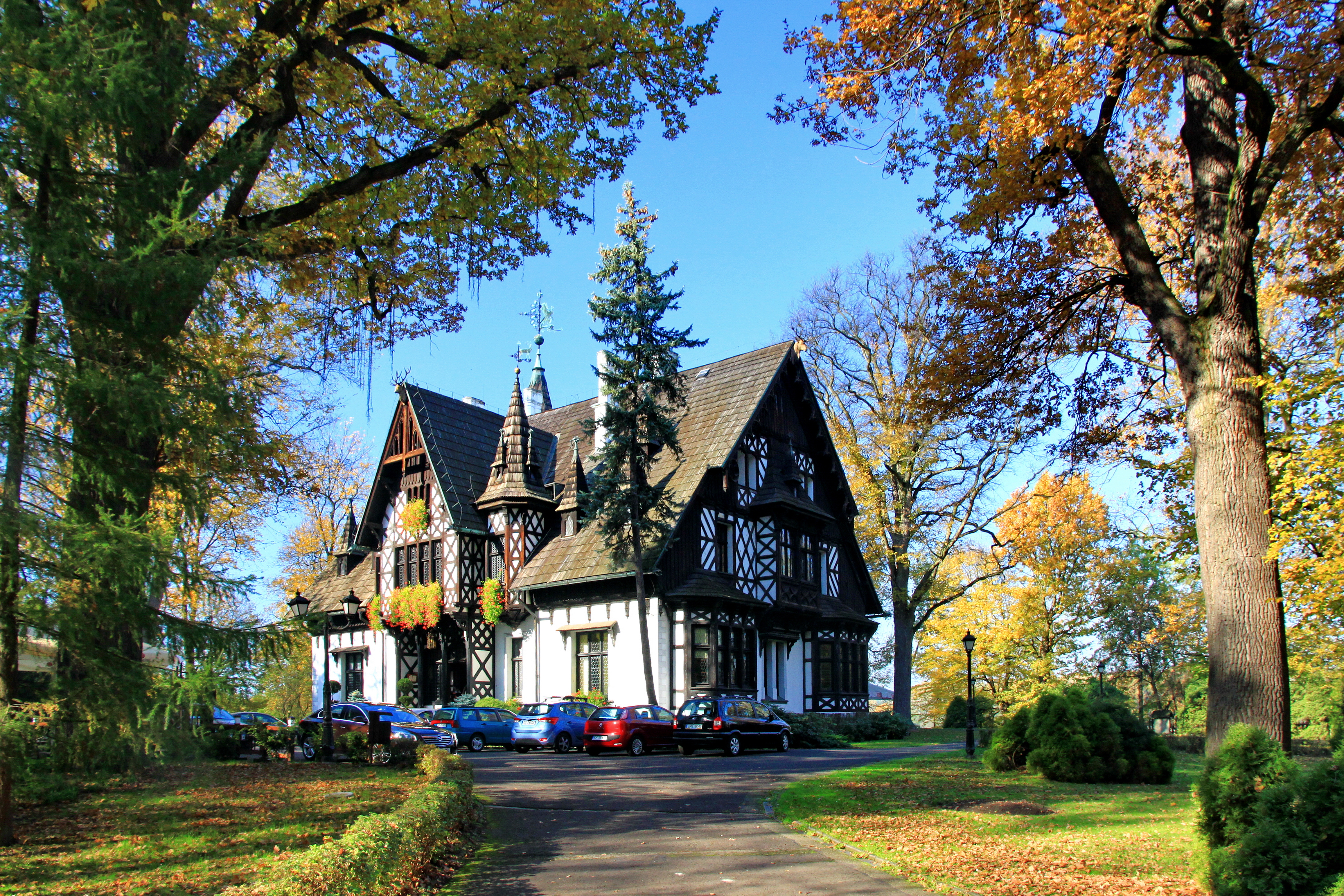
Jagdschloss Promnitz 2012

Das Jagdschloss Promnitz (polnisch Pałac myśliwski w Promnicach) befindet sich in Promnice (Promnitz), das zur Landgemeinde Kobiór (Kobier) im Powiat Pszczyński in der Woiwodschaft Schlesien in Polen gehört. Es liegt am südwestlichen Teil des Paprotzaner Sees.

## Geschichte

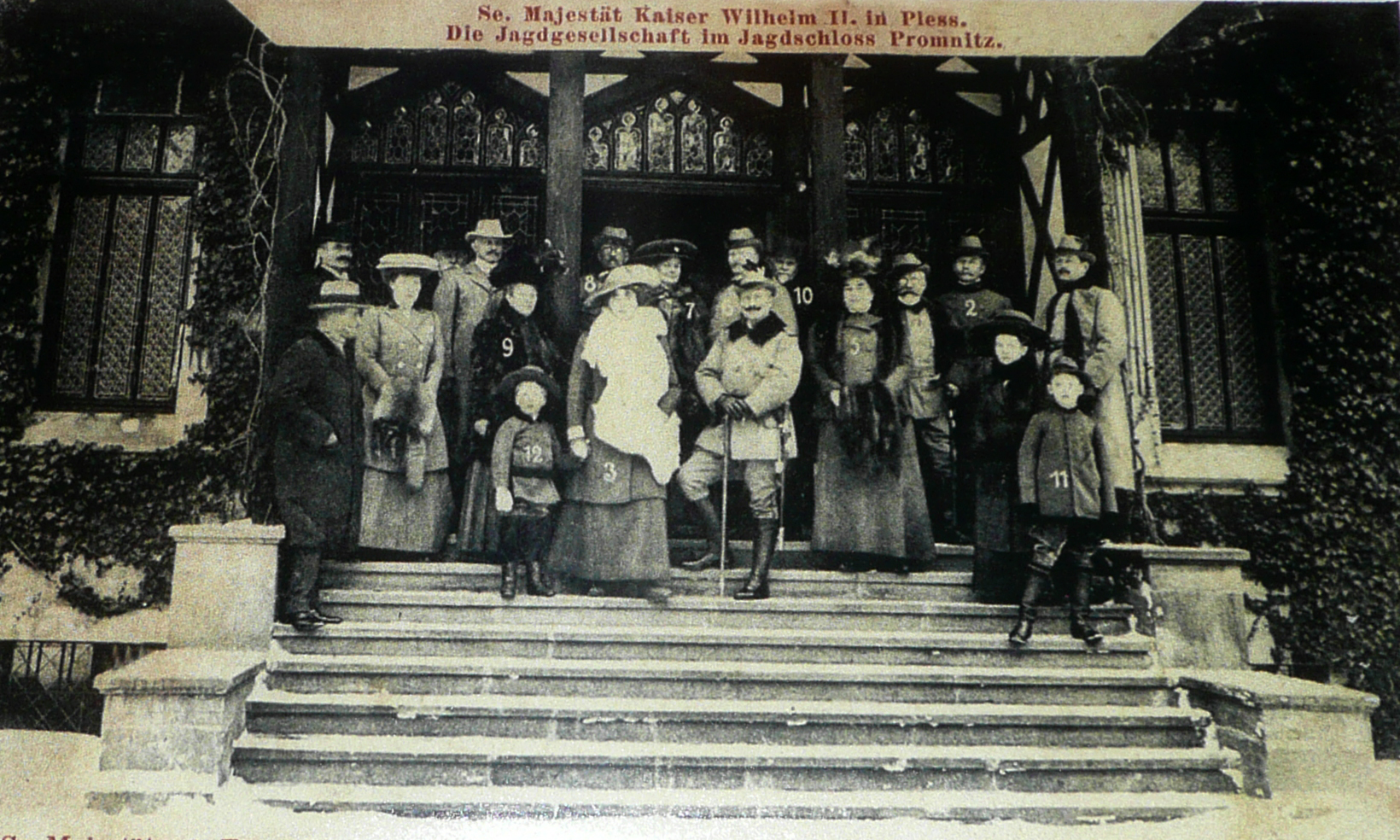
Kaiser Wilhelm II. am Jagdschloss Promnitz (1908)

An der Stelle des Jagdschlosses stand ein 1766 erwähntes Schloss der Freiherren von Promnitz.
Das Jagdschloss wurde 1861 im Stil der Neugotik für Graf Hans Heinrich XI. von Hochberg Fürst von Pleß (1833–1907) nach Entwurf des Hochberg'schen Hofarchitekten Oliver Pavelt errichtet. Nach einem Brand 1868 wurde es wiederaufgebaut und ergänzt. Es ist ein teilweise holzverschalter dreigeschossiger Fachwerkbau auf kreuzförmigem Grundriss. In den Satteldächern befinden sich Dachgauben. Die Repräsentationsräume im Erdgeschoss sind holzvertäfelt und mit Jagdtrophäen verziert. In der Jagddiele befindet sich ein neugotischer Kamin.
Zum Schloss gehören eine Remise und Stallgebäude. Vor 1878 war das Schloss durch eine Allee mit dem Park des Schlosses Pleß verbunden. Heute beherbergt es ein Hotel.
Am Vorplatz befindet sich eine kolossale Hubertusgruppe aus bronziertem Zinkguss, die 1864 vom Berliner Bildhauer Johannes Janda geschaffen wurde.

## Galerie

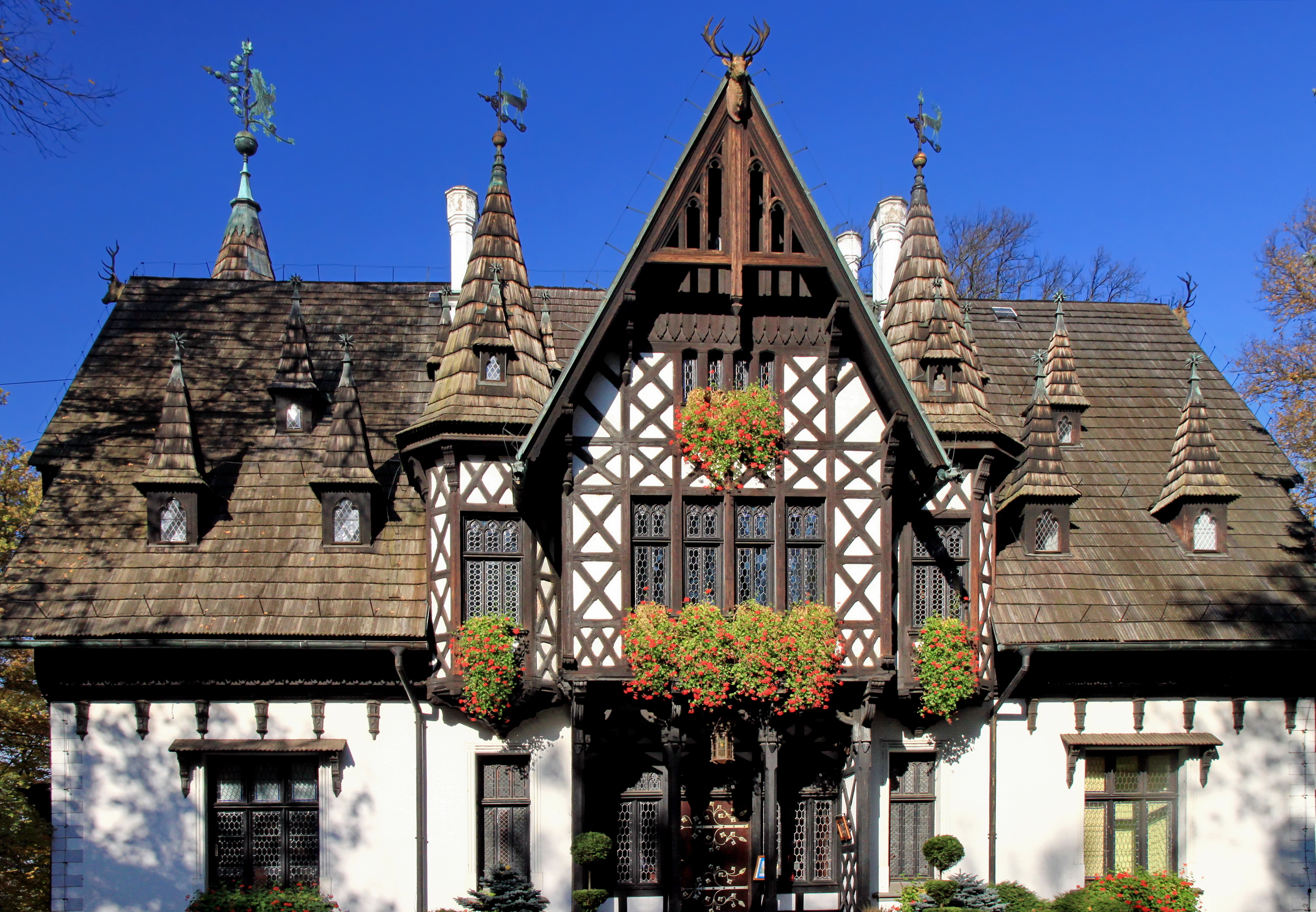
Vorderansicht
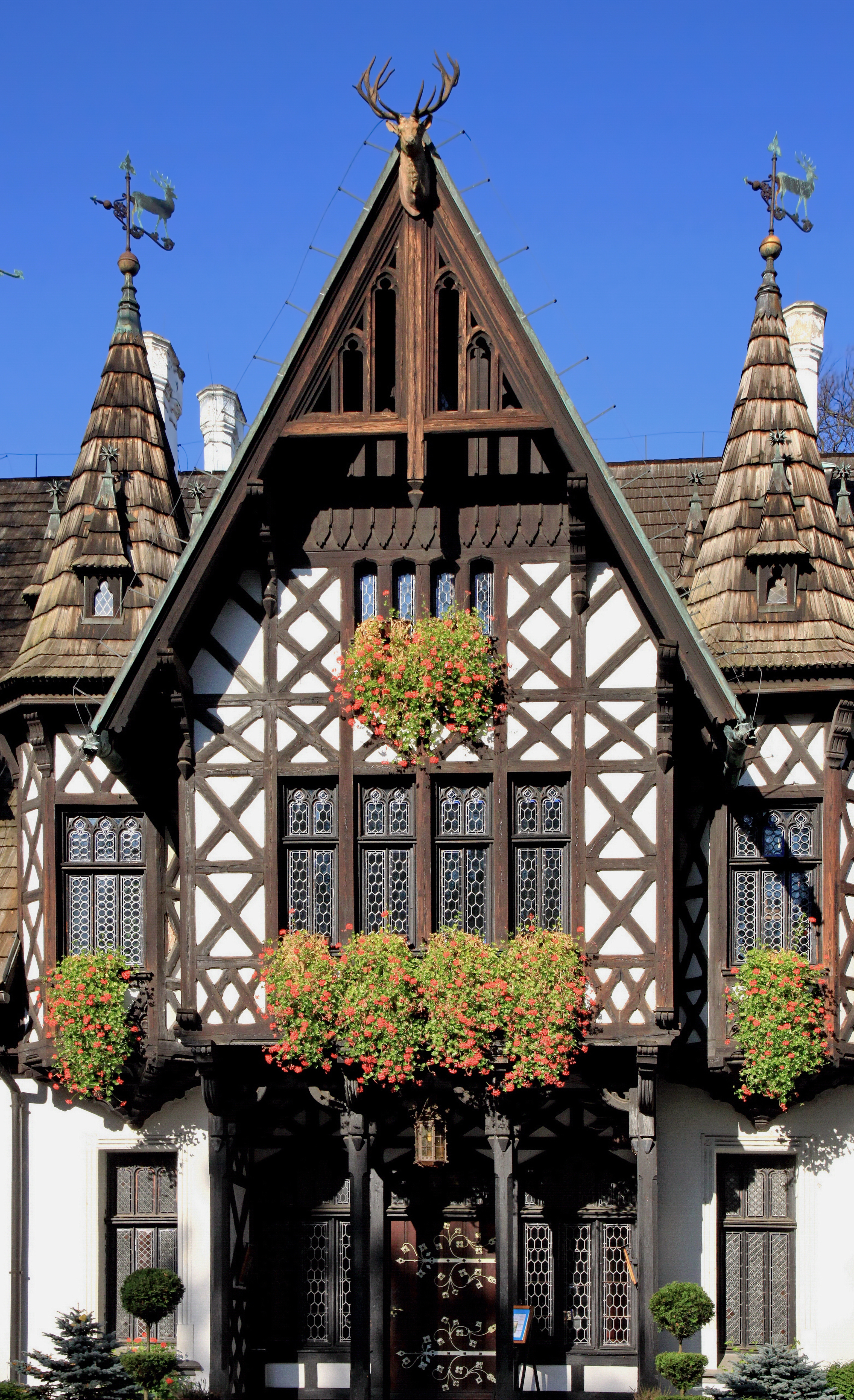
Detailansicht der Vorderfront
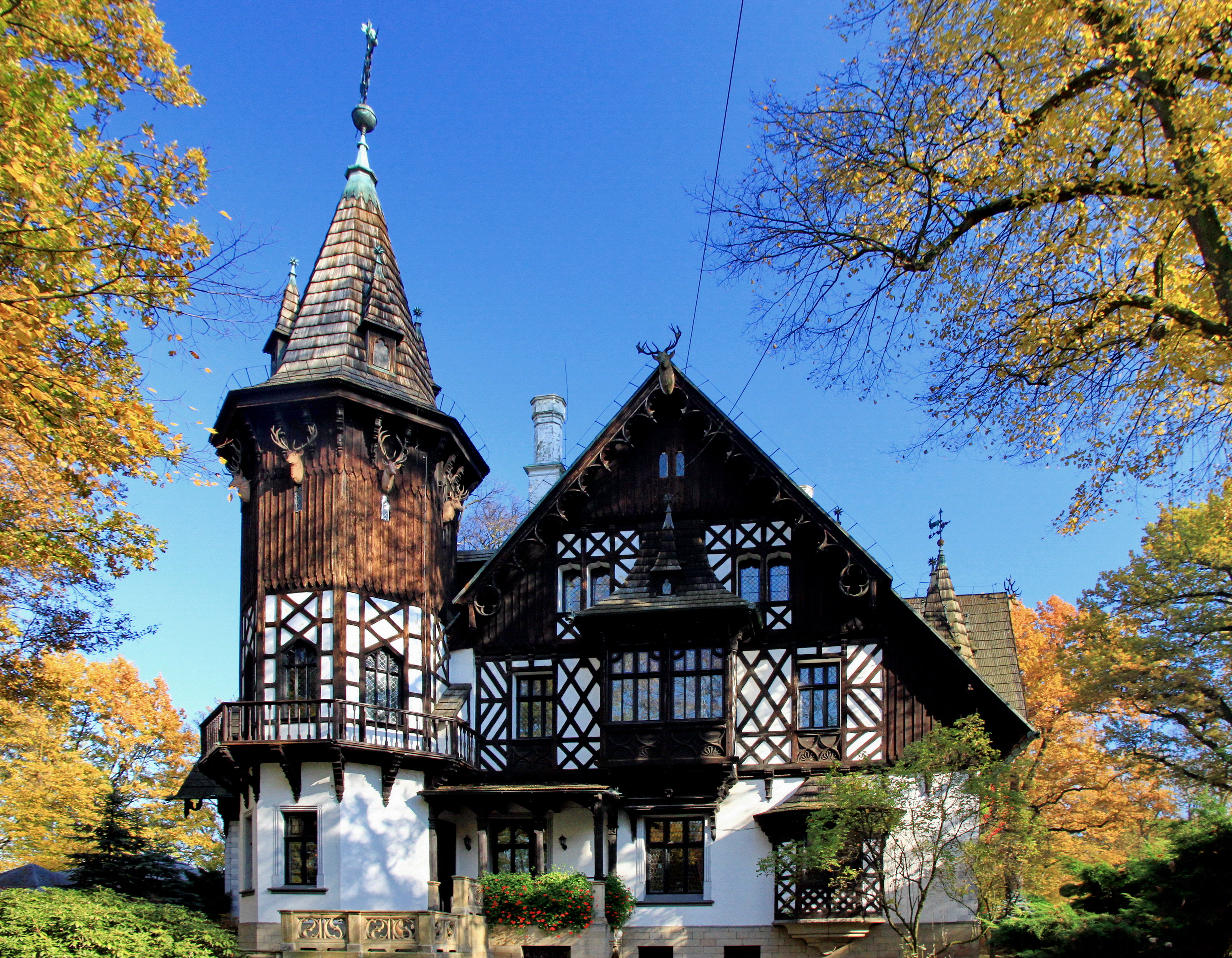
Rückansicht
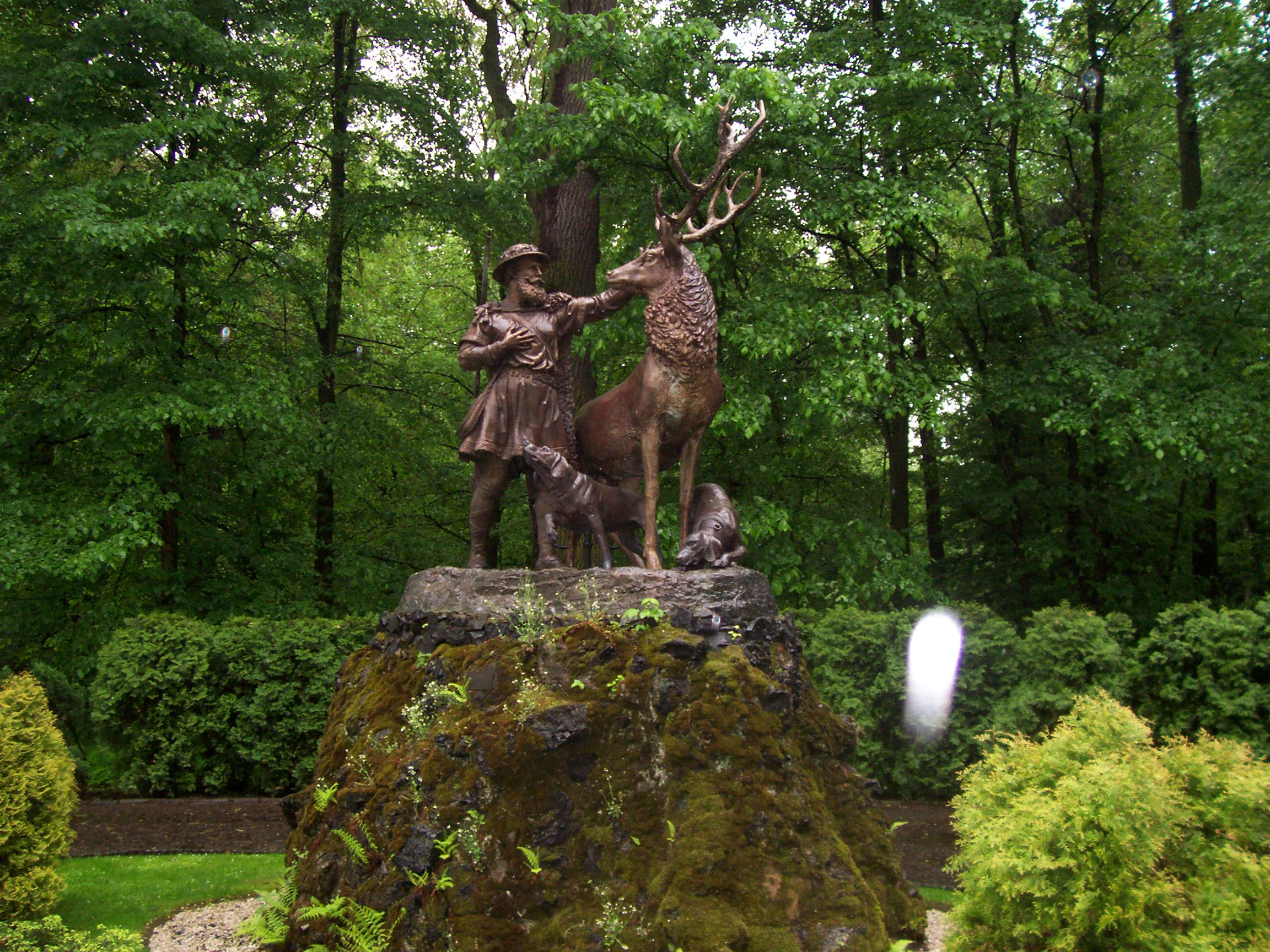
Hubertusgruppe aus bronziertem Zinkguss